# Gutapercă
Gutaperca se referă la arborii din genul Palaquium și la o substanță plastică și izolantă, extrasă din latexul natural rigid produs din seva acestor arbori, în special din Palaquium gutta.

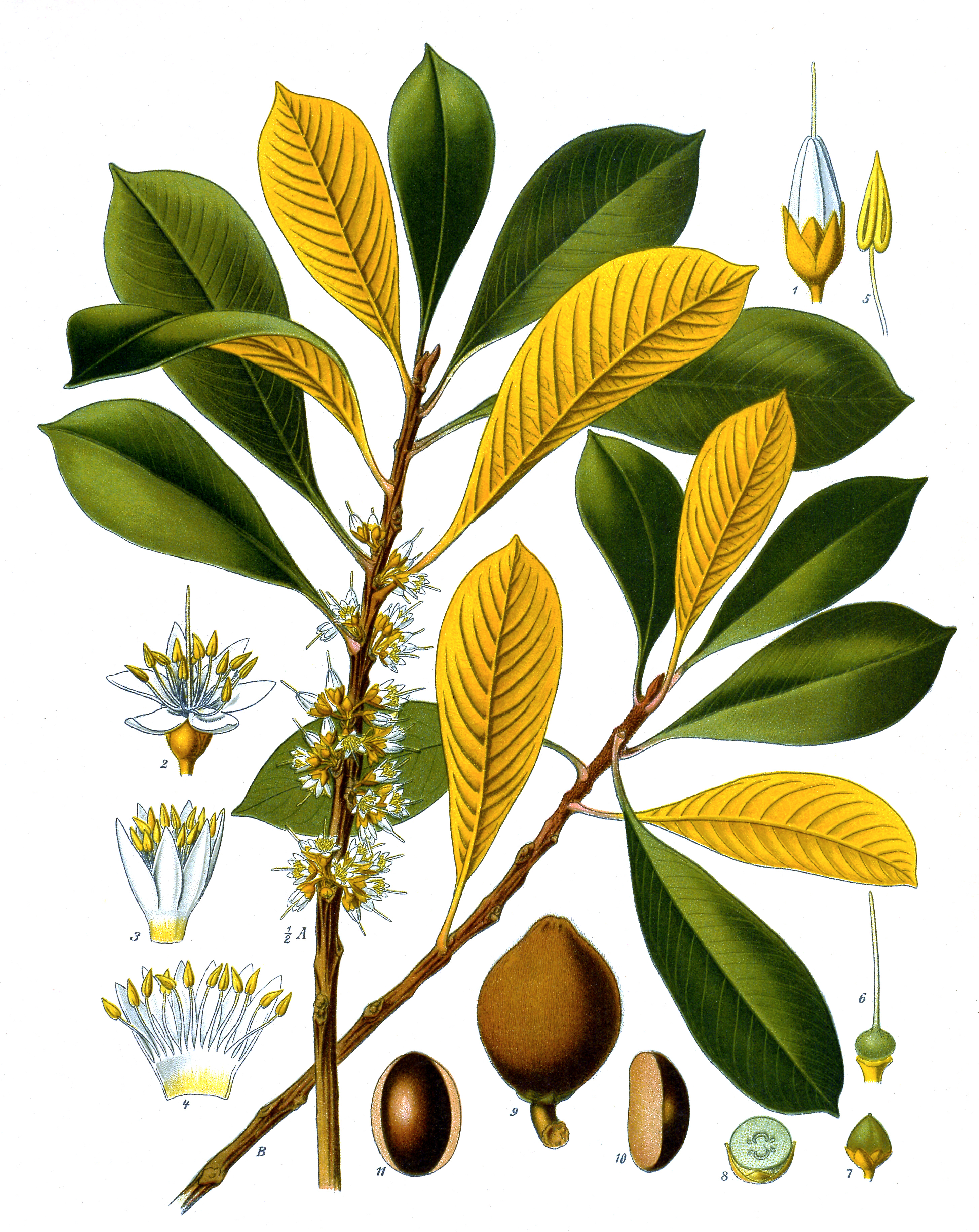
Palaquium gutta

Cuvântul gutapercă provine de la numele plantei în limba malaieză, getah perca, care se traduce ca „latex lichid”.

## Istoric
Clasificată științific în 1843, s-a constatat că gutaperca este o substanță termoplastică naturală utilă. În 1851 s-au importat 1,5 milioane de kg de gutapercă din Marea Britanie.
În a doua jumătate a secolului al XIX-lea, gutaperca a fost folosită în scopuri industriale și gospodărești și a devenit un cuvânt de uz casnic. În special, a fost întrebuințată ca izolație pentru cabluri subacvatice de telegraf, care, conform autorului John Tully, a condus la o recoltare nesustenabilă și la un colaps al aprovizionării.

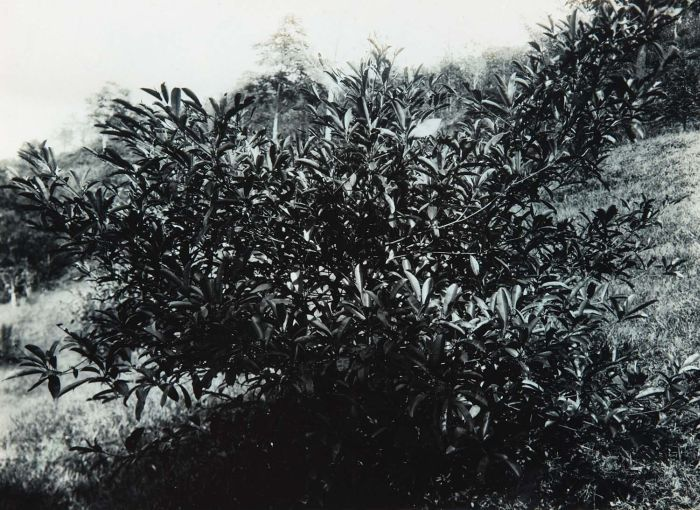
Arbore de gutapercă

## Chimie
Din punct de vedere chimic, gutaperca este un politerpen, un polimer al izoprenului sau poliizoprenului, în special trans-1,4-poliizopren. Structura cis a poliizoprenului este un elastomer asemănător latexului comun. În timp ce latexul de cauciuc are o structură moleculară amorfă, gutaperca (structura trans) cristalizează, ceea ce duce la un material mult mai rigid.